# Sicz (organizacja)
Sicz (właściwie Towarzystwo Gimnastyczno-Pożarnicze „Sicz”, ukr. Січ) – ukraińska organizacja sportowa i przeciwpożarowa, założona w Galicji w 1900 roku, działająca również na Bukowinie, Zakarpaciu i emigracji.

## Strój organizacyjny
Członkowie „Siczy” byli zobowiązani nosić malinową szarfę z napisem „Sicz w ...”. Od 1910 roku wszystkie organizacje posiadały jednolite umundurowanie, również z szarfą. Każdy „siczownik” nosił toporek. Organizacje wiejskie i powiatowe posiadały swoje sztandary.

## „Sicz” w Galicji
Pierwsza organizacja „Sicz” została założona przez Kyryła Trylowskiego we wsi Zawale w powiecie Śniatyn 5 maja 1900. Następne organizacje powstały w powiatach Kołomyja i Horodenka.
Nadrzędnymi organizacjami wiejskich „Siczy” były organizacje powiatowe, a od 1908 centralna „Sicz”, założona w Stanisławowie. Jej zarząd to :

### Główny Komitet Siczowy (Головний Січовий Комітет)
- przewodniczący – Kyryło Trylowski
- zastępca – Iwan Sanduliak-Łukyniw
- sekretarz – Iwan Czuprej
- skarbnik – Mykoła Łahodynśkyj

W 1912 przeniesiono zarząd do Lwowa i przemianowano na:

### Ukraiński Związek Siczowy (Український Січовий Союз)
Była to centrala organizująca i koordynująca działania wszystkich Towarzystw „Sicz”. Od 1912 do likwidacji w 1924]działająca we Lwowie.
Zarząd:
- generalny ataman – K. Trylowski
- główny esauł – J. Wesołowski
- główny pisarz – M. Walicki
- główny skarbnik – S. Winnikiw
- główny oboźny – Dmytro Katamaj
- główny (четар) – F. Kałynowycz

W 1913 istniało ponad 900 „Siczy”, liczących około 80 tysięcy członków.
Działalność organizacji „Sicz” została zakazana przez władze polskie w 1924 roku (wyjątek stanowiła wieś Horbacze koło Lwowa, gdzie „Sicz” działała do 1930).
Część działań „Siczy” po rozwiązaniu przejęła sportowa organizacja „Łuh”.

## „Sicz” na Bukowinie
Pierwszą „Sicz” w tym regionie założyli w 1903 roku w mieście Kicmań Sylwestr Jaryczewśkyj i Omelian Popowycz. Siczowa centralą został w 1904 roku Związek Siczy na Bukowinie z siedzibą w Czerniowcach, liczący w 1914 roku 112 towarzystw.
W Rumunii działalność „Siczy” była zakazana.

## „Sicz” na centralnej Ukrainie
Statut "Siczy” zatwierdzono w 1918. W lutym 1919 założono Komitet Siczowy w Winnicy, a jesienią 1919 w Kamieńcu Podolskim. Po upadku państwowości URL i wcieleniu Ukrainy do ZSRR (1921) jej działalność została zakazana przez bolszewików.

## „Sicz” na Zakarpaciu
Pierwszy Komitet Siczowy powstał w 1920 w Użhorodzie, a następny we wsi Jasina. Ruch siczowy na tym terenie był zarodkiem Siczy Karpackiej.